# Genový tok

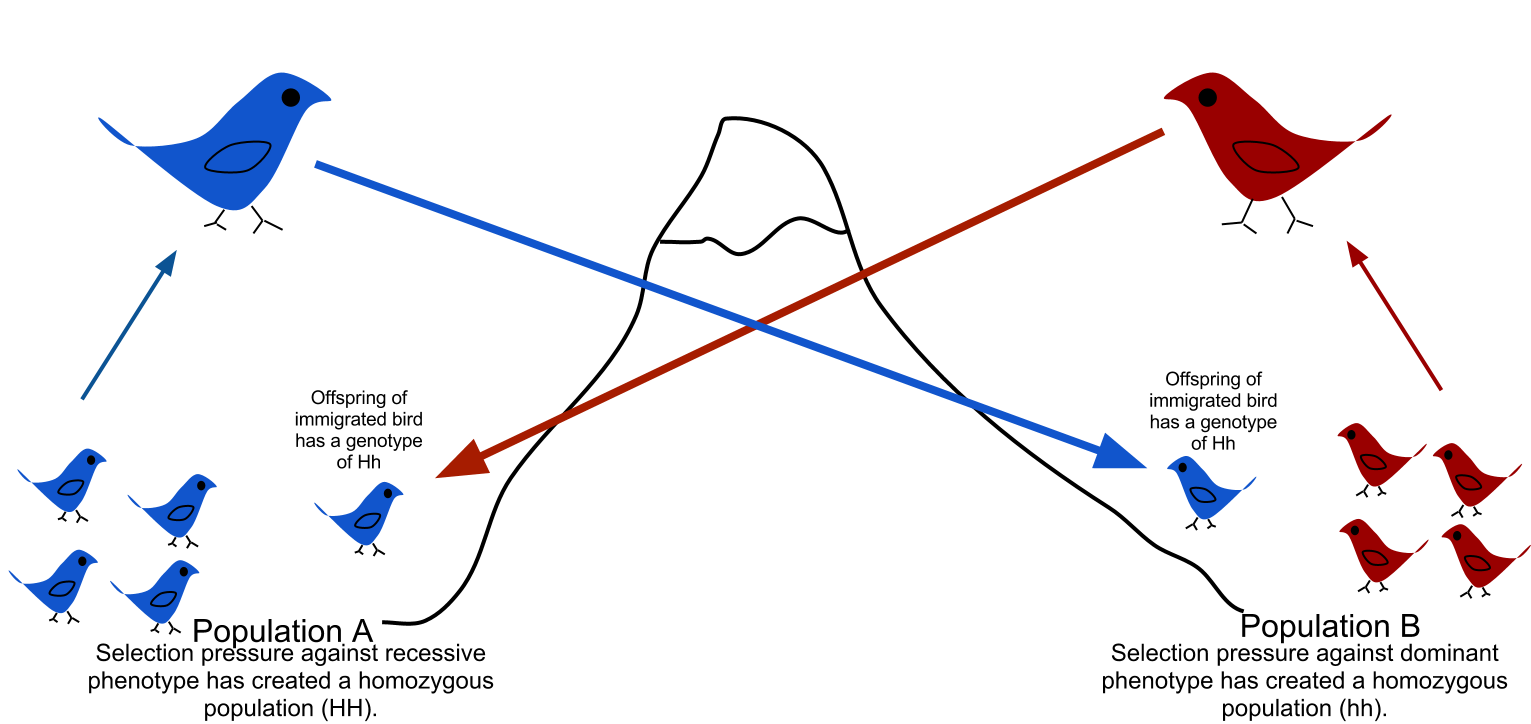
Genový tok je přesun alel z jedné populace do jiné způsobený pohybem jedinců. V tomto příkladu jeden z ptáků populace A imigroval do populace B, která má více dominantních alel a skrze páření své alely začlenil do sousední populace

V populační genetice znamená genový tok či tok genů (v angličtině gene flow) přesun alel genů z jedné populace do druhé.
Migrace do či ven z populace může být zodpovědná za významnou změnu ve frekvenci alel (procento jedinců, nesoucích určitý gen). Imigrace se tak může podílet na vzniku nových genetických variant v genofondu určitého druhu či populace.
Existuje velká škála faktorů, které ovlivňují intenzitu genového toku. Jeden z nejvýznamnějších faktorů je schopnost mobility jednotlivců. Proto hraje genový tok významnější roli u zvířat, rostliny si dodatečně museli vyvinout jiné způsoby pohybu jako anemochorii či zoochorii.
Udržovaný genový tok mezi dvěma populacemi může také vést ke kombinacím jejich genofondů, čímž se redukuje genetický rozdíl mezi těmito dvěma skupinami. Migrace tak často zabraňuje vzniku reprodukčních bariér, a tímto způsobem i silně oddaluje proces speciace. 

## Bariéry v genovém toku
Fyzické bariéry
Většina fyzických bariér, které zabraňují genetickému toku jsou bariéry přírodní jako hory, řeky nebo pouště, zejména v poslední době však hrají velkou roli člověkem vyrobené zábrany jako silnice, ploty, budovy, nebo přehrady. Jednou z nejstarších umělých bariér je Velká čínská zeď, u které je vidět i velký efekt na speciaci rostlin. Jedna z místních rostlin, Ulmus pumila, vykazovala nižší genetickou diferenciaci (genový rozdíl), než rostliny Vitex negundo, Ziziphus jujuba, Heteropappus hispidus, a Prunus armeniaca, které obývají opačné strany Velká čínské zdi, kde Ulmus pumila roste. To proto, že Ulmus pumila využívá pro své šíření  primárně anemochorii, zatímco ostatní výše zmíněné rostliny jsou opylovány hmyzem. Obecně ale flóra i fauna na opačných stranách zdi vykazuje velké rozdíly.
Bariéry způsobené pohlavním výběrem
Občas blokuje genový tok pohlavní výběr. Například někteří ptáci poznají různé dialekty svých písní, jde o severní (New Hampshire) a jižní (North Carolina) poddruh amerického lesňáčka modrohřbetého. Samci v severnějších oblastech jsou mnohem silněji lákáni místními zpěvy, než těmi vzdálenějšími (samci jižních oblastí reagují na zpěvy  srovnatelně). Fakt, že samci ze severních oblastí tyto zpěvy rozlišují indikuje, že samice ze severních oblastí nepreferují "heterospecifické" samce z jihu, proto není nezbytné pro severní samce vyhledávat jižní samice.
Psychické bariéry
Někdy plní prostředí takové charakteristiky, že zvířata nepřekračují hranice jistého území, přestože jim v tom fyzicky nic nebrání. Například bylo zjištěno, že i čtvrt století od pádu Železné opony se jeleni neopovažují překročit česko-německou hranici. Stejně tak bylo zjištěno, že některé ptáky od migrace odrazuje například vysokofrekvenční vedení, které jejich smysly (zřejmě vnímáním magnetického pole) patrně vypadá jako dlouhý, velmi chaoticky světélkující objekt. Podobně se například chovají krávy, které se bojí překročit nakreslené čáry na zemi nebo některé druhy divoké zvěře, které se vyhýbají tlustému nadzemnímu potrubí, přestože by ho za normálních okolností bez problému podlezly.
Těchto poznatků můžeme využít při stavbě objektů, které zvěři mají cestu ke svým příbuzným usnadnit. Jako pomoc pro druhy snažící se překonat silnice byly navrženy speciální nadzemní dráhy pro opice, mosty pro migrující kraby nebo tunely pro slony. Takovým stavbám říkáme ekodukty.
Někdy je naopak vhodno zvířata od některých území odradit. Pro tyto účely bývá například kolem stáda ovcí rozseta vlčí moč, což odrazuje skutečné vlky, které se bojí vstoupit do cizího teritoria. Pro odrazení slonů od polí, která často pošlapávali, byly místo vysokých plotů kolem pozemků farmářů pravidelně umisťovány úly, jichž se sloni štítí kvůli nebezpečí vdechnutí do jejich citlivého chobotu. Někdy díky tomuto efektu není třeba chránit protilátkami proti viru celý les, stačí upravit jedince na kraji. V 90. letech tak byly zachráněny havajské papájy.

## Genový tok u lidí
Genový tok byl také hojně studován u lidí. Například ve Spojených státech byl vypozorován silný genový tok mezi bílými Evropany a východními Afričany. Ve východní Africe totiž přetrvává malárie, a proto je zdejší populace nositelem genu DARC vyrábějícího protilátky, na rozdíl od Evropy, kde nikdy selekční tlak proti malárii nepůsobil. Jelikož byl však DARC hojně zastoupen i u evropských respondentů, musel zde v minulosti existovat silný genový tok mezi Evropany a východními Afričany.
Také vyšlo najevo, že mezirasové křížení je četnější v Severní než v Jižní části Spojených států.

## Mezidruhový genový tok
Horizontální přenos genetické informace (HGT) znamená přesun genů mezi organismy skrze hybridizaci, antigenní shift či rekombinace. Geny mezi druhy také mohou přenášet viry. Bakterie mohou začlenit geny z jiných, mrtvých bakterií nebo vyměňovat si geny s jinými živými bakteriemi nebo si vyměňovat plazmidy skrze speciální místa v buňce. Porovnávání genových sekvencí potvrdilo horizontální přenos i napříč fylogenetické domény. Proto nebude obvykle kreslený evoluční strom nikdy přesný.
Biolog Gogarten říká, že "původní metafora stromu už nekoresponduje s daty z výzkumu genomu". Biologové by podle něj měli místo stromu mapovat vývoj komplexně spletené sítě.

### Genetické znečištění
Genetické znečištění je kontroverzní termín označující nekontrolovaný únik genů do populací zvířat do volné přírody. Tento proces může vést k homogenizaci či výměně lokálních genotypů jako výsledek převahy početní a/nebo převahy v evolučním fitness zasaženého zvířete. Invazní druhy mohou být vytlačeny místními rostlinami a zvířaty pomocí introgrese. Křížení mezi druhy může způsobit, že geny vzácnější druhů se "rozpustí" ve většinové populaci. Význam tohoto jevu nemusí být zřejmý z morfologie jednotlivce.